# 白鹤参
白鹤参（学名：Platanthera latilabris）为兰科舌唇兰属下的一个种。

## 扩展阅读
- 維基物種上的相關：白鹤参